# Kunzeana rosea
Kunzeana rosea är en insektsart som först beskrevs av Henry Fairfield Osborn 1928.  Kunzeana rosea ingår i släktet Kunzeana och familjen dvärgstritar. Inga underarter finns listade i Catalogue of Life.